# Stefanía Fernández

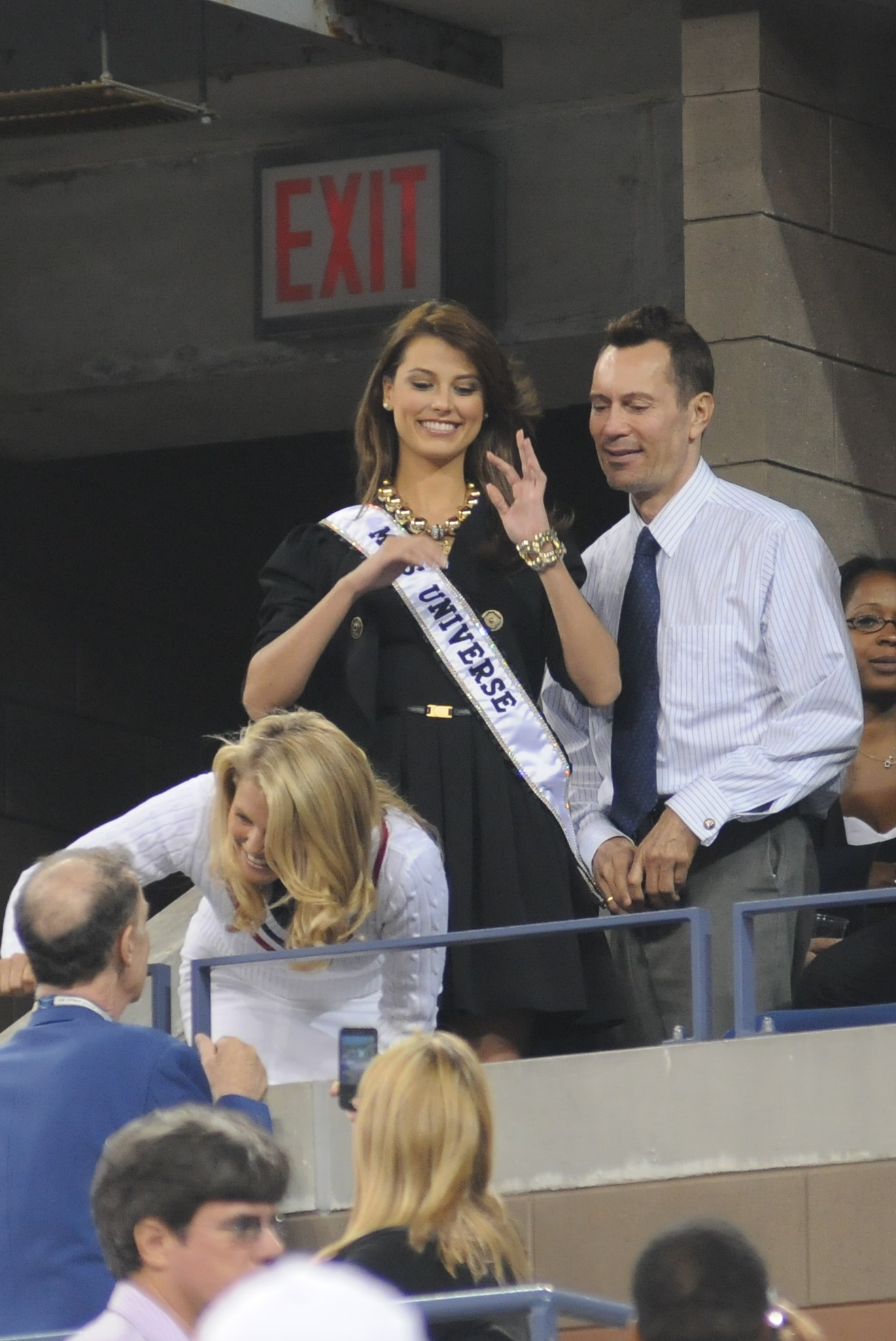
Stefania Fernández in 2009

Stefanía Fernández Krupij (4 september 1990, Merida, Venezuela) is een model, Miss Venezuela 2008 en Miss Universe 2009.
Haar vader, José Luis Fernández werd geboren in Galicië (Spanje), maar emigreerde naar Venezuela. Haar moeder is Nadia Krupij Holojad, wier Oekraïense vader emigreerde uit de Sovjet-Unie tijdens de periode van de communistische heerschappij. Fernández' vader werd in 2005 gedurende vijf dagen ontvoerd in de Venezolaanse staat Barinas.

## Miss Venezuela en Miss Universe
Fernández won de Miss Venezuela 2008-titel in Caracas op 10 september 2008. Ze werd gekroond door de uittredende titelhoudster, Dayana Mendoza, Miss Venezuela 2007 en Miss Universe 2008.
Dayana Mendoza kon haar landgenote Fernández ook kronen als de nieuwe Miss Universe 2009 op 23 augustus 2009 in Nassau (Bahama's). Het was de eerste keer dat hetzelfde land de titel in twee opeenvolgende jaren won.
Deze overwinning werd opgenomen in het Guinness Book of Records, omdat het de eerste maal was dat Miss Universe werd gekroond door een landgenote.

## Schoonheidstitels
- Miss Universe (2009)
- Miss Venezuela (2008)
- Miss Trujillo (2008)